# Anglards-de-Saint-Flour
Anglards-de-Saint-Flour è un comune francese di 340 abitanti situato nel dipartimento del Cantal nella regione dell'Alvernia-Rodano-Alpi.

## Società

### Evoluzione demografica
Abitanti censiti